# Bahía de Dviná
La bahía de Dviná (en ruso: Двинская губа, Dvínskaya Gubá) es una de las cuatro grandes bahías rusas del mar Blanco —con el golfo de Kandalakcha y las bahías de Mezén y Onega—, situada en la parte interior, en el extremo sur.
El río Dviná Septentrional (748 km) es el principal río que desemboca en la bahía. Las dos principales ciudades en su costa son Arcángel (356.051 habitantes en 2002) y Severodvinsk (193 200 habitantes en 2007). Administrativamente, pertenece a la óblast de Arcángel.

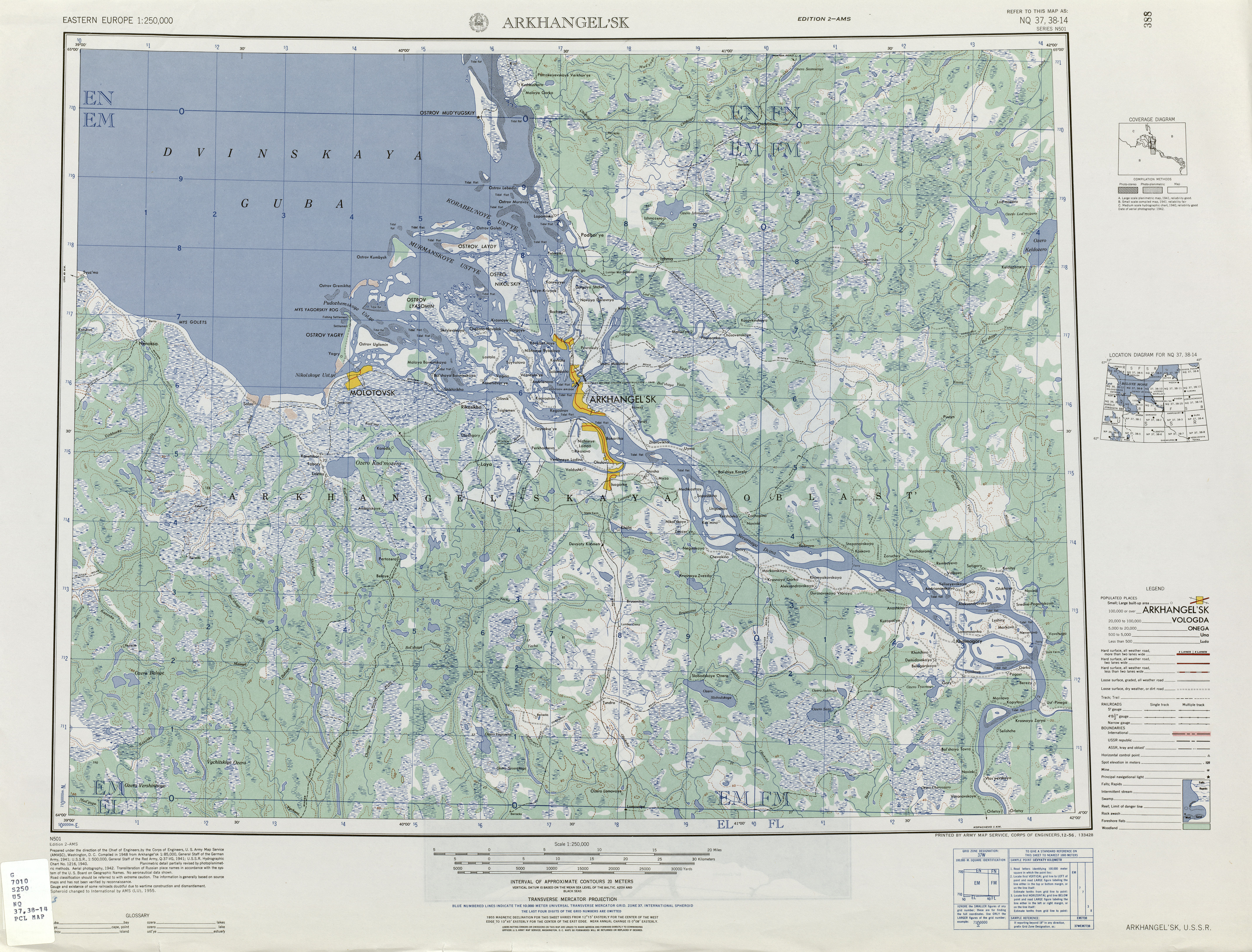
Hoja NQ 37-14, de un conjunto de mapas del servicio militar cartográfico de Europa del Este de los EE. UU. Serie 501. 1954. Escala 1: 250 000
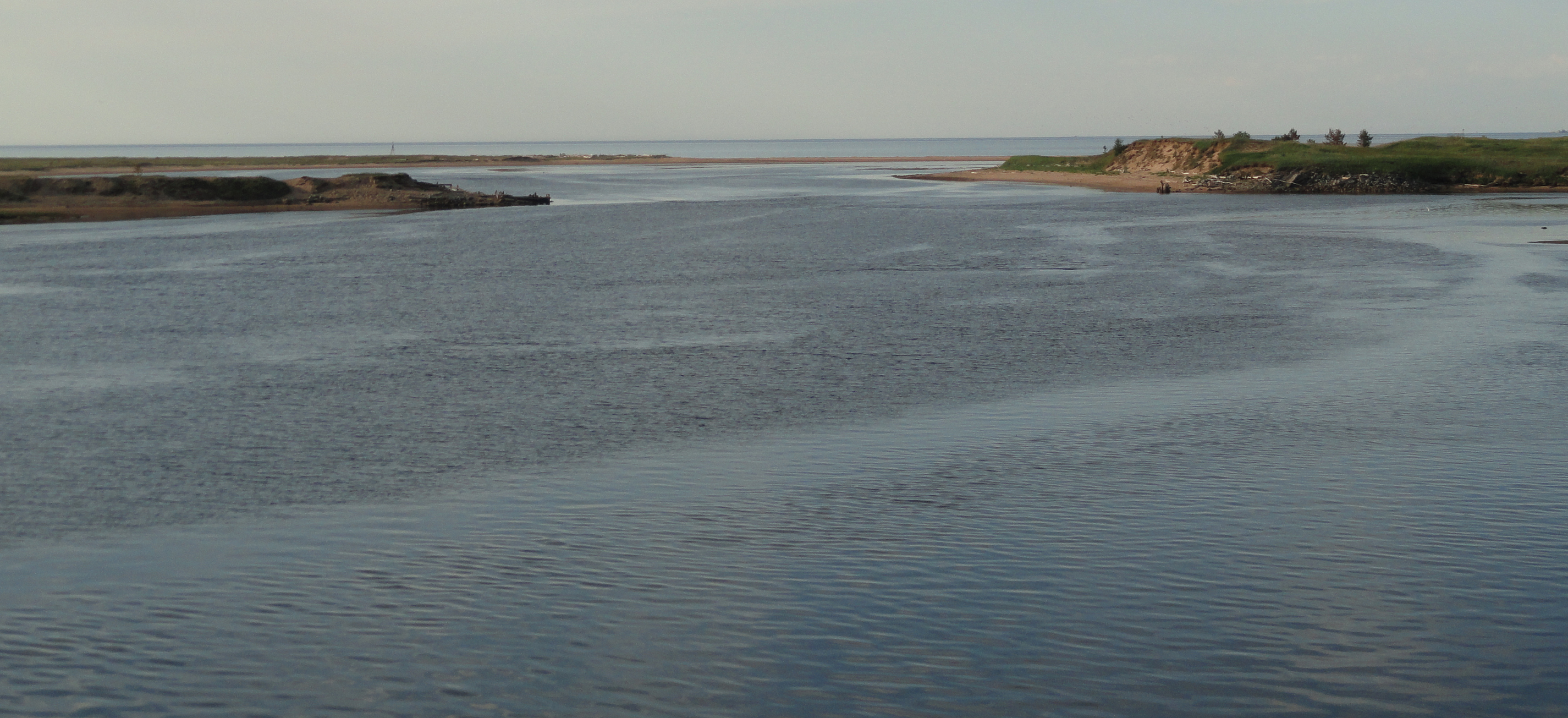
La desembocadura del río Solza en el mar Blanco
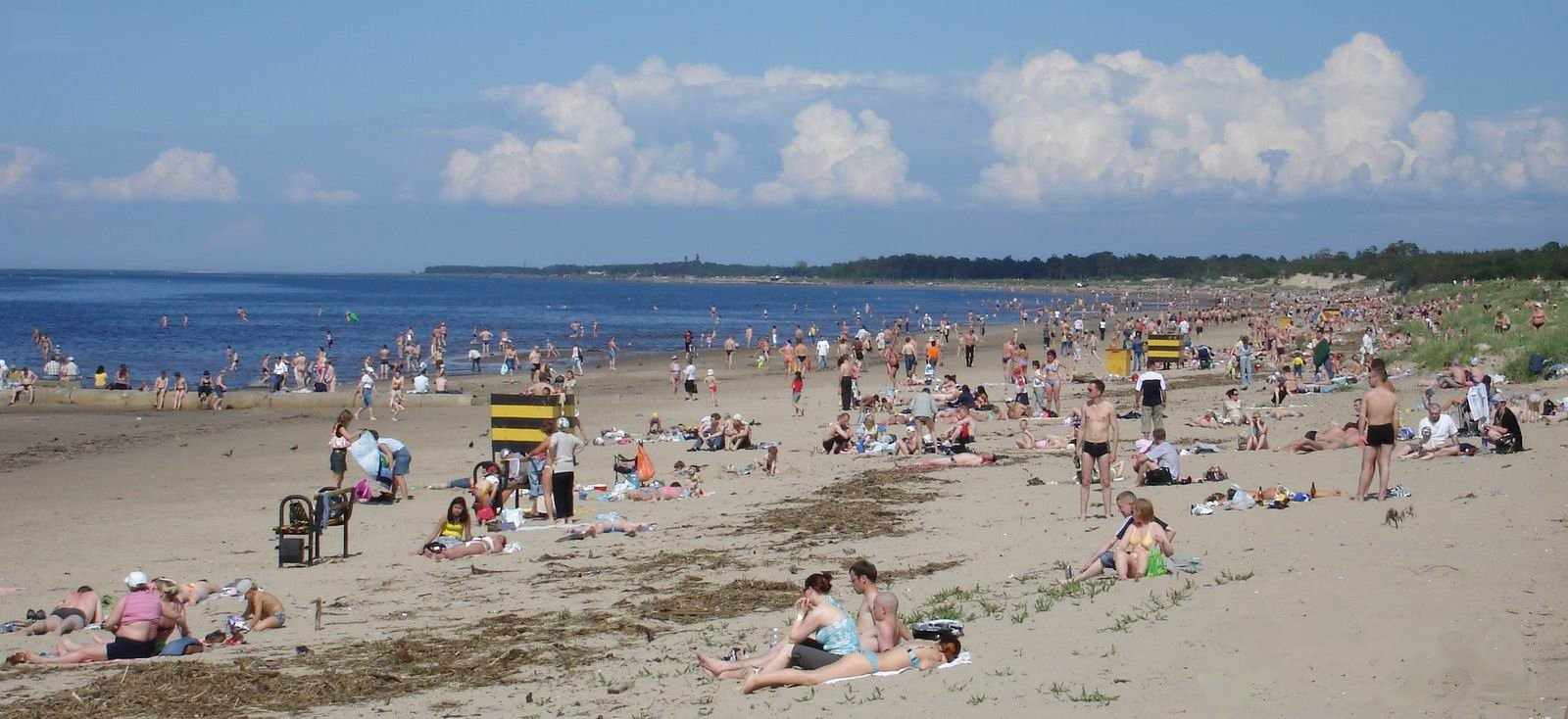
Playa en la isla Yagry en Severodvinsk, en la bahía de Dviná

- Datos: Q548240